# Jürgen Frölich
Pour les articles homonymes, voir Frölich.
Jürgen Frölich (né le 25 septembre 1955 à Cassel) est un historien allemand spécialisé dans la recherche sur le libéralisme.

## Biographie
Frölich étudie l'histoire, les études hispaniques et l'éducation à l'Université rhénane Frédéric-Guillaume de Bonn et à l'Université de Madrid. En 1988, il obtient son doctorat sous la direction d'Ernst Opgenoorth avec sa thèse Die Berliner „Volks-Zeitung“ 1853 bis 1867. Preußischer Linksliberalismus zwischen „Reaktion“ und „Revolution von oben“. Frölich travaille pour la Fondation Friedrich-Naumann depuis 1987, d'abord à Königswinter puis à Gummersbach. Jusqu'en juin 2021, il est consultant pour la recherche historique sur le libéralisme et directeur adjoint des Archives du libéralisme à Gummersbach.
Frölich est boursier de la Fondation Friedrich Naumann (FNF) et en 1987 membre fondateur de l'association des boursiers et anciens boursiers de la FNF. Il est cofondateur et coéditeur du Jahrbuch zur Liberalismus-Forschung (JzLF) de 1989 à 2021. Il est  rédacteur en chef de 1994 à 2012 du magazine liberal (de). Vierteljahreshefte für Politik und Kultur. De 2006 à 2017, il est membre du conseil scientifique de la Fondation de la maison du président fédéral Theodor-Heuss à Stuttgart. Il est membre du conseil d'administration pour l'attribution du prix Wolf-Erich-Kellner (de) et du conseil d'administration des archives de la fondation des partis et des organisations de masse de la RDA aux Archives fédérales.
Frölich est l'auteur et l'éditeur de plusieurs livres et a écrit un certain nombre d'entrées NDB, notamment sur Ernst Müller-Meiningen, Hermann Müller (de), Peter Reinhold et Wolfgang Mischnick.
Frölich est marié et vit à Bonn.

## Publications (sélection)
- Die Berliner „Volks-Zeitung“ 1853 bis 1867. Preußischer Linksliberalismus zwischen „Reaktion“ und „Revolution von oben“ (= Europäische Hochschulschriften. Reihe 3: Geschichte und ihre Hilfswissenschaften. Volume 422). Peter Lang, Francfort-sur-le-Main u. a. 1990,  (ISBN 3-631-42579-1).
- Dir.: „Bürgerliche“ Parteien in der SBZ, DDR. Zur Geschichte von CDU, LDP(D), DBD und NDPD 1945 bis 1953. Verlag Wissenschaft und Politik, Cologne,1995,  (ISBN 3-8046-8813-6).
- Dir. avec Reinhard Hübsch, Deutsch-deutscher Liberalismus im Kalten Krieg. Zur Deutschlandpolitik der Liberalen 1945–1970, Verlag für Berlin-Brandenburg, Potsdam, 1997,  (ISBN 3-930850-59-1).
- Dir. avec Esther-Beate Körber, Michael Rohrschneider (de), Preußen und Preußentum vom 17. Jahrhundert bis zur Gegenwart. Beiträge des Kolloquiums aus Anlaß des 65. Geburtstages von Ernst Opgenoorth, am 12. Februar 2001, Berlin Verlag Spitz, Berlin, 2002,  (ISBN 3-8305-0268-0).
- Avec Bernd Sösemann, Theodor Wolff. Journalist, Weltbürger, Demokrat (= Jüdische Miniaturen. Vol. 10). Hentrich & Hentrich (de), Teetz 2004,  (ISBN 3-933471-62-1).
- Dir., Wolfgang Schollwer (de), „Gesamtdeutschland ist uns Verpflichtung“. Aufzeichnungen aus dem FDP-Ostbüro 1951–1957. Edition Temmen, Brême, 2004,  (ISBN 3-86108-043-5).
- Dir.: Wolfgang Schollwer, „Da gibt es in der FDP noch viel Überzeugungsarbeit zu leisten …“. Aufzeichnungen aus der FDP-Bundesgeschäftsstelle 1966–1970. Edition Temmen, Brême, 2007,  (ISBN 978-3-86108-887-5).
- Dir. avec Ines Soldwisch, Theodor Heuss im Original. Ausgewählte Dokumente in der Analyse. Kovač, Hambourg, 2013,  (ISBN 978-3-8300-7023-8).
- Dir. avec Ewald Grothe et Wolther von Kieseritzky (de), Liberalismus-Forschung nach 25 Jahren. Bilanz und Perspektiven, Nomos Verlag (de), Baden-Baden, 2016,  (ISBN 978-3-8487-3035-3).
- Dir. avec Ewald Grothe et Wolther von Kieseritzky, Fortschritt durch sozialen Liberalismus. Politik und Gesellschaft bei Friedrich Naumann (= Staatsverständnisse. Volume 151). Nomos Verlag, Baden-Baden 2021,  (ISBN 978-3-8487-6696-3)[6]